# كأس نيوزيلندا 2012
كأس نيوزيلندا 2012 (بالإنجليزية: 2012 Chatham Cup)‏ هو الموسم 85 من كأس نيوزيلندا. فاز فيه سنترال يونايتد.